# Leonard J. Lehrman
Leonard Jordan Lehrman (Fort Riley North, 20 augustus 1949) is een Amerikaans componist, muziekpedagoog, dirigent, organist, bibliothecaris en informaticus.

## Levensloop
Lehrman groeide op in Roslyn en schreef al gedurende zijn "Roslyn High School"-tijd een satirische musical The Comic Tragedy of San Po Jo. Hij studeerde muziek bij David Del Tredici, Earl Kim, Leon Kirchner en Lukas Foss aan de Harvard-universiteit in Cambridge en behaalde daar zijn Bachelor of Music. Vervolgens studeerde hij bij Karel Husa, Robert Palmer en Thomas Sokol aan de Cornell University in Ithaca en behaalde zijn Master of Music. Ook studeerde hij bibliotheekwetenschap en informatietechnologie aan de Long Island Universiteit in Brookville en richtte het Long Island Composers Archive op. Aldaar behaalde hij eveneens in deze vakgebieden zijn masterdiploma. Hij volgde ook privé-muzieklessen bij Lenore Anhalt, Olga Heifetz, Nadia Boulanger, Erik Werba, Kyriena Siloti, Tibor Kozma, Wolfgang Vacano, Donald Erb, John Eaton. Hij was - sinds 1960 - de jongste (en langste) privé compositiestudent van Elie Siegmeister. Aan de Cornell University in Ithaca (New York) voltooide hij zijn studies en promoveerde tot Ph.D. (Philosophiæ Doctor) in compositie. 
Vanaf het midden van de jaren 80 was Lehrman als organist verbonden aan verschillende Synagogen en kerken in de staat New York zoals de Presbyterian Community Church of Malverne in Malverne (New York) (1992-2003) en de Community Synagogue in Port Washington (2002). Verder is hij organist en muziekdirecteur aan de Christ Episcopal Church Babylon (New York) (sinds 2003), aan de St. George's Episcopal Church in Hempstead (vanaf 2006), aan de Rooms-katholieke kerk van het Heilig hart in North Merrick (New York) (sinds 2012). Hij was eveneens als organist en muzikaal adviseur verbonden aan de North Shore Synagogue in Syosset (New York) (1995-2001), de Temple Isaiah in Great Neck (New York) (2004-2006) en aan het Jericho Jewish Center (2007).
Als dirigent was hij al aan de High School actief. Hij dirigeerde bijvoorbeeld ook de première van de cantate I Have A Dream van Elie Siegmeister, vrij naar de bekende zin van Martin Luther King aan de Haarlem School of the Arts op 15 januari 1989. Hij werkte vanaf 1977 als (tweede) koordirigent aan de Metropolitan Opera en richtte in 1988 de Metropolitan Philharmonic Chorus op. Met de zangeres (sopraan) Helene Williams, met wie hij sinds 2002 gehuwd is, heeft hij vanaf 1987 meer dan 500 concerten verzorgd. 
Lehrman wordt beschouwd als een expert voor het werk van de componist Marc Blitzstein (1905-1964), wiens hoofdwerk, de onvoltooide opera Sacco and Vanzetti, hij tussen 2001 en 2003 completeerde. Verder publiceerde hij het 3 volumes omvattende The Marc Blitzstein Songbook (1999, 2001 und 2003). 
Zelf componeerde Lehrman meer dan tweehonderd werken, waaronder opera's, musicals toneelmuziek, kerkmuziek, werken voor orkest, harmonieorkest en vocale muziek. Verder is hij bezig als muziekcriticus (Opera Monthly, WBAI Radio New York City, Metropolitan Opera, Bel Canto Opera, After Dinner Opera), schrijver en tolk (onder anderen liederen van Johannes Brahms). Hij is lid van de American Society of Composers, Authors and Publishers (ASCAP) en de American Guild of Organists. 

## Composities

### Werken voor orkest
- 1963-1982 Concert, voor dwarsfluit en orkest, op. 4A
- 1970-1975 Concert, voor viool en orkest, op. 33 - ook in een versie als: Sonate, voor viool en piano
- 1975 Prelude: "Bloody Kansas", voor orkest, op. 39

### Werken voor harmonieorkest
- 1973 Two Songs of a Madman, voor zangstem(men) en harmonieorkest, op. 36 - tekst: Hebreeuwse melodieën van George Gordon Byron
  1. My Soul is Dark
  2. They Say That Hope Is Happiness
- 1988 The Universal Declaration of Human Rights, voor gemengd koor en harmonieorkest, op. 99

### Muziektheater

#### Opera's
| Voltooid in | titel                                                                 | aktes       | première | libretto |
| ----------- | --------------------------------------------------------------------- | ----------- | --- | --- |
| 1973        | Idiots First, op. 37                                                  | 1 akte      | augustus, Ithaca Opera Association (concertversie); 14 maart 1976, Bloomington, Marc Blitzstein Opera Company (toneel)                                       | Bernard Malamud                                                                                               |
| 1974        | Karla, op. 38                                                         | 1 akte      | augustus, Ithaca Opera Association (concertversie); 7 maart 1976, Bloomington (Indiana), Marc Blitzstein Opera Company (toneel)                              | Bernard Malamud "Notes from a Lady at a Dinner Party"                                                         |
| 1976        | Sima, op. 40                                                          | 2 bedrijven | 22 oktober, Ithaca, Barnes Hall van de Cornell-universiteit                                                                                                  | Edgar H. Lehrman (1926-1986) (Engelse vertaling), naar David Iakovlevich Aizman "The Krasovitsky Couple"      |
| 1980        | Hannah, op. 52                                                        | 3 bedrijven | mei, Mannheim-Seckenheim, American Roadside Theatre | van de componist (in samenwerking met: Orel Odinov) gebaseerd op Talmoed en Chanoeka legenden                 |
| 1984        | The Family Man, op. 71                                                | 1 akte      | 6 januari, Berlijn, Künstlerhaus Bethanien (concertversie); 27 juni, Manhattan, Golden Fleece Ltd                                                            | Mikhail Sholokhov                                                                                             |
| 1988        | The Birthday of the Bank, op. 97                                      | 1 akte      | juni, New York, Adelphi University (concertversie); 6 september 1999, Commack (New York), Suffolk YM-YWHA Jewish Community Center                            | Joel Shatzky, naar Anton Pavlovitsj Tsjechov "Het jubileum"                                                   |
| 1991        | New World: An Opera About What Columbus Did to the "Indians", op. 102 | 2 bedrijven | 12 oktober, New York, Lincoln Center (concertversie); 11 augustus 1992, Huntington, Heckscher Park                                                           | Joel Shatzky en de componist                                                                                  |
| 1996        | Suppose A Wedding, op. 125                                            | 1 akte      | 28 augustus, Syosset (New York), North Shore Synagogue (concertversie); 1 juni 1997, Manhattan (New York), Hebrew Union College-Jewish Institute of Religion | Bernard Malamud "Scene of a Play"                                                                             |
| 2001        | Sacco and Vanzetti, op. 148                                           | 3 bedrijven | 17 augustus, Westport, The White Barn Theatre | gebaseerd op brieven, vertalingen etc. van 2 Italiaanse immigranten anarchisten                               |
| 2003        | The Wooing, op. 158                                                   | 1 akte      | 23 februari, Queens College (concertversie); 18 november 2012, Freeport (New York), Freeport Memorial Public Library                                         | Abel Meeropol ook bekend als Lewis Allan, gebaseerd op een toneelstuk "De beer" van Anton Pavlovitsj Tsjechov |

#### Operette
| Voltooid in | titel                             | aktes | première                              | libretto |
| ----------- | --------------------------------- | ----- | ------------------------------------- | -------- |
| 1970        | Beowulf or The Great Dane, op. 23 |       | 1970, Cambridge, Harvard-universiteit |          |

#### Musicals
| Voltooid in | titel | uitvoeringen | première                                                                                     | libretto                                                                              | verdere liedteksten                    | choreografie |
| ----------- | --- | ------------ | -------------------------------------------------------------------------------------------- | ------------------------------------------------------------------------------------- | -------------------------------------- | ------------ |
| 1962-1963   | The Comic Tragedy of San Po Jo, op. 1                                                                                           |              | mei 1963, Roslyn, "Roslyn High School"                                                       | Mark Kingdon                                                                          | Mark Kingdon                           |              |
| 1979-1984   | Growing Up Woman, op. 54 |              | 1980-1981, Glassboro, Glassboro State College; april 1984, Berlijn, Bimah, Jüdisches Theater | Barbara Tumarkin Dunham                                                               | Barbara Tumarkin Dunham                |              |
| 1980-1981   | Let's Change the Woild! (Kommt, wir aendern die Welt!), op. 61                                                                  |              | augustus 1982, Bremerhaven, muzikale gezelschap Bremerhaven                                  | Guenter Loscher, Engelse vertaling van de componist                                   | Guenter Loscher                        |              |
| 1985-1987   | E.G.: A Musical Portrait of Emma Goldman, op. 78; ook bekend als: Emma Goldman in Exile or Scenes from the Life of Emma Goldman |              | mei 1986, Berlijn, Stanford University in Berlin                                             | Karen Ruoff Kramer                                                                    | Karen Ruoff Kramer                     |              |
| 1988        | Superspy! The Secret Musical, op. 95                                                                                            |              | 20 maart 1988, Ithaca, First Street Playhouse                                                | Joel Shatzky                                                                          | van de componist en Joel Shatzky       |              |
| 2000-2001   | The Booby Trap or Off Our Chests                                                                                                |              | 13 mei 2001, Golden Fleece Ltd., Theater 22                                                  | Sydney Ross Singer, gebaseerd op "A Little Breast Play" van Singer en Soma Grismaijer | Sydney Ross Singer en van de componist |              |

### Vocale muziek

#### Cantates
- 1962 Prayer for Peace (Bar Mitzvah Cantata), cantate voor gemengd koor en orgel (of piano), op. 2
- 1986 Cantata: Jewish Voices in Germany (Juedische Stimmen in Deutschland), voor sopraan, tenor/bariton, gemengd koor (SSAATTB) en orkest (of piano), op. 79
- 1988 We Are Innocent, cantate voor sopraan, tenor/bariton, gemengd koor en orkest (of piano), op. 94 - tekst: uit brieven van Ethel Rosenberg en Julius Rosenberg

#### Werken voor koor
- 1965 Sweet and Low, voor vrouwenkoor (SSAA) en piano, op. 6 nr. 3 - tekst: Alfred Tennyson
- 1966 When Smoke stood up from Ludlow, voor vrouwenkoor (SSAA), dwarsfluit en piano, op. 8 - tekst: Alfred Edward Housman
- 1969 Monsieur Croche a la Boulangerie, voor driestemmig gemengd koor (ATB), op. 22 - tekst: Claude Debussy
- 1978 Fugue for a Jewish Wedding, voor gemengd koor en orgel (of piano), op. 52B - tekst: van de componist vanuit de 2e akte van de opera Hannah
- 1979 May the Words, voor sopraan, mannenkoor (TTBB) en orgel (of piano), op. 52A - tekst: van de componist vanuit de 1e akte van de opera Hannah
- 1979 Yism'khu, voor cantor (bariton), gemengd koor en orgel, op. 53 nr. 1 - tekst: traditionele melodie
- 1979 Adoration: May the Time Not Be Distant, voor sopraan, gemengd koor (SATB) en orgel (of piano), op. 53 nr. 2
- 1981 Dawn in New York, voor sopraan (of mezzosopraan) en gmengd koor, op. 59 nr. 1 - tekst: Engelse vertaling van Federico Garcia Lorca
- 1983 The Night is Darkening Round Me, voor mannenkoor (TTBB) (of alt, of bariton), piano en/of hangend bekken, op. 70 - tekst: Emily Brontë
- 1984 Nachtmusikanten, voor mannenkoor (TTBB) a capella, op. 75 - tekst: Abraham a Santa Clara
- 1985 Take Note (Speech Into the Mirror - "Merk dir (Spruch in den Spiegel)"), voor gemengd koor a capella (of met orkest, of piano), op. 73 nr. 3A
- 1985 Legacy and Perpetual Reminder (Vermächtnis und stete Mahnung) (Mauthausen), voor kinderkoor, op. 73 nr. 5
- 1987 Instead of Mellowness (I Miss You), voor sopraan en gemengd koor (of piano), op. 91 - tekst: Helene Williams[1]
- 1987 Conscience, voor gemengd koor (of mannenkoor) en orkest (of orgel, of piano), op. 93A - tekst: Lewis Allan
- 1988 The Universal Declaration of Human Rights, voor gemengd koor en piano (of harmonieorkest), op. 99
- 1989 Zelophehad's Daughters, voor vijfstemmig vrouwenkoor (SSMMA) en piano (of 9 instrumenten), op. 100 nr. 3
- 1990 A Requiem for Hiroshima, voor sopraan, alt, tenor, bas, gemengd koor en orkest (of piano, of orgel),[4] op. 101 - tekst: Lee Baxandall
  1. Dies Irae (The Dead cry out)
  2. Mors stupebit (Who may judge)
  3. Liber Scriptus (This is what was done. This is who we were)
  4. Lacrymosa (The killed)
  5. Rex Tremendae (The Killer)
  6. Libera Me (No Rest)
- 1991 I'd Like To Go Away Alone, voor zangstem en orgel (of piano), op. 105 - tekst: Alena Synkova, Engelse vertaling: Jeanne Nemcova
- 1992 Winter Suite, voor kinderstemmen, blokfluiten en Orff-instrumenten, op. 108 
  1. Silence - Introduction
  2. Bells & Birches (instrumentaal)
  3. Why So Pale? - solo/duet met begeleiding - tekst: Sir John Suckling
  4. A Lady - solo of unisonokoor met begeleiding - tekst: Anoniem
  5. Spell
- 1992 Three School Songs, op. 109
  1. Cultural Elite Round
  2. Presidents' Song
  3. Music - The Beginning
- 1995 Battle Cry of the Administration of the Music Library Association, voor gemengd koor, op. 119
- 1996-1997 Friday Evening Service, voor cantor, gemengd koor, kinderkoor, orgel (of piano), dwarsfluit, klarinet, harp, viool en cello, op. 129 - tekst: traditionele teksten in Hebreeuws en Engels
- 1996 Shalom Rav, voor tweestemmig koor, op. 130
- 1997 Mee Shabeyrakh, op. 129A
- 1998 The Stairway, voor gemengd koor, op. 135
- 1998 Faith, voor zangstem (of gemengd koor) en piano, op. 138 - tekst: James Baldwin
- 2003 Where Is the Song of the Artist on Long Island?, voor gemengd koor en piano, op. 165 - tekst: George Wallace en de componist
- 2005 Second Inaugural, voor gemengd koor en keyboard, op. 169 - tekst: van de 2e inauguratie van Abraham Lincoln
- 2005 Hold Fast to Dreams, voor gemengd koor en keyboard, op. 170 - tekst: Langston Hughes
- 2006 The Piper, voor gemengd koor en dwarsfluit, op. 177 - tekst: Karen Euler
- 2006 Hillel Tripartite Mantra, voor gemengd koor, op. 179

#### Liederen
- 1964-1965 Three Girls' Love Songs, voor zangstem en piano, op. 6
- 1970 The Bourgeois Poet, zangcyclus voor tenor (of sopraan) en piano, op. 28 - tekst: Karl Shapiro
- 1973 Simple Songs, voor zangstem en harp (of klavecimbel), op. 35 - tekst: John Suckling, Robert Herrick
- 1977 Songs of Birds, zangcyclus voor zangstem en piano, op. 42 - tekst: Afanasy Fet, Ivan Krylov, Gavril Derzhavin
- 1980 Deutschland, voor bariton (of bas) en piano, op. 57 - tekst: Bertolt Brecht
- 1981 Gesanglos war ich, voor sopraan en bas, op. 60 - tekst: Heinrich Heine
- 1981 In der Fremd, voor zangstem en harp (of piano), op. 62 - tekst: Leyb Naydus
- 1982 A Secular Kaddish, voor zangstem a capella (of met klarinet/altviool/cello/marimba), op. 63
- 1984 A Wanderer through Deutschland (Ein Wanderer durch Deutschland), zangcyclus voor tenor (of tenor/bariton, of tenor en sopraan alternerend) en orkest (of piano), op. 72 - gebaseerd op: Heinrich Heine "Ein Wintermärchen"
  1. At the Border
  2. Cologne
  3. Eastward
  4. The Wolves
  5. The Sun
  6. The Mighty Fort
  7. At the Inn
  8. At Mother's
  9. We Jews
  10. The Goddess
  11. The Promise
  12. What She Revealed
- 1984 A Light in the Darkness (Licht im Dunkel), zangcyclus voor tenor (of sopraan, of beiden alternerend) en orkest (of piano), op. 73 - tekst: Andy Orieli en de componist
  1. White-Sailed Boat Upon the Ocean
  2. Ne plus ultra
  3. Take Note (uit: Speech into the Mirror)
  4. Bitter Complaint
  5. Legacy and Perpetual Reminder (uit Mauthausen)
  6. A Brown Wolf - tekst: Arturo Ui
- 1989 Sisters, 3 monologen gebaseerd op verhalen van vrouwelijke personen vanuit de Bijbel voor vrouwelijke zangstem en piano (of 9 instrumenten), op. 100
- 1992 An Edith Segal Love Song Cycle, voor zangstem en piano, op. 107
- 1993 Love Song Cycle on Seven Poems by Elizabeth Gurley Flynn (1939), voor sopraan en piano, op. 112
- 1995 Two Jewish Folk Pieces, voor zangstem en piano, op. 121
- 1996 Three Norman Rosten Songs. voor zangstem en piano, op. 131
- 1998 Emily Dickinson Song Cyclette, voor zangstem en piano, op. 137
- 2000-2001 Naked Verses, cyclus voor zangstem en piano, op. 147 - tekst: Lois Ann Horowitz, Stephen Van Eck, Gene Peacock jr. en Melissa Pinol
- 2001 An Australian Odyssey, cyclus voor zangstem en piano, op. 149 - tekst: Australische gedichten
- 2002 Seven Wedding Blessings, voor tenor en orgel, op. 153 - tekst: Betty Lehrman
- 2006 When Moshiach Comes, voor zangstem en piano, op. 178 - tekst: Lawrence Bush
- 2006-2007 What Is God?: An End to War, voor sopraan, tenor en piano, op. 180 - tekst: Euripides Ode uit "Helen"
- Jewish Haiku, voor bariton, sopraan en orkest (of piano), op. 154

### Kamermuziek
- 1963-1964 Sonate, voor dwarsfluit en piano, op. 4
- 1963-1964 Two Short Trios, voor dwarsfluit, hobo en klarinet (of hobo, viool en altviool), op.5
- 1966-1969 Sonatina, voor hobo solo, op. 9
- 1966 Addendum (Encore): March, voor hobo en twee linke voeten, op. 9A
- 1967 Duet, voor dwarsfluit en hobo (of andere instrumenten), op.17
- 1967 Chorale Prelude on "Kol Nidre", voor strijkkwartet, op. 18
- 1968 Strijktrio - in memory of Martin Luther King, op. 15
- 1969-1970 Piano Trio, voor viool, cello en piano, op. 27
- 1970-1973 3 Fantasies, voor strijkkwartet op. 31 - ook in een versie voor vierhandig piano
- 1980 Sonatina, voor tuba solo, op. 58
- 1992 Bells & Birches uit "Winter Suite", voor blokfluiten en Orff-instrumenten  op. 108 nr. 2
- 1994 Beneath the Waning Moon, voor viool en piano, op. 115A
- 1997 Suite, voor cello en piano, op. 133
- 2000-2001 Six Duettinos, voor 2 violen, op. 143
- 2003 Fanfare, Summer 2003, op. 160

### Werken voor piano
- 1963-1964 Two Short Piano Pieces, op.3
- 1966 Chorale, voor 2 piano's, op. 7
- 1966 Variations on "Cold Blows the Wind", op. 10
- 1968 Sonate, voor piano en bandrecorder, op. 16
- 1968 Three Studies, op. 20
- 1982 Reinecke Fuchs Suite, op. 64
- 1993 Invention in as mineur, op. 113
- 1995 The Longest Stairs (81"), op. 117
- 1997 For oyStEr BAy-EAst norwiCH puBliC liBrAry, op. 132
- 2005 Pentatonic Prelude - for Jasmine, op. 172
- 2005 The Pentatonic Pentateuch, op. 173
- 2005 For Keysha, op. 174
- 2006 Drie duetten, voor twee piano's, op. 175

## Publicaties
- Marc Blitzstein: A Bio-Bibliography (Bio-Bibliographies in Music), Greenwood Publishing Group, 2005. 656 p., ISBN 978-0-313-30027-1
- samen met Kenneth A. Boulton: Elie Siegmeister, American Composer: A Bio-Bibliography, Scarecrow Press Inc., 2010. 456 p., ISBN 978-0-810-86961-5